# Coco (film 2017)
Coco – amerykański film animowany z 2017 w reżyserii Lee Unkricha, wyprodukowany przez wytwórnię Walt Disney Pictures i Pixar Animation Studios.
Premiera filmu odbyła się 20 października 2017 podczas Morelia International Film Festival. Miesiąc później, 22 listopada, obraz trafił do kin na terenie Stanów Zjednoczonych. W Polsce premiera filmu odbyła się 24 listopada 2017.

## Fabuła

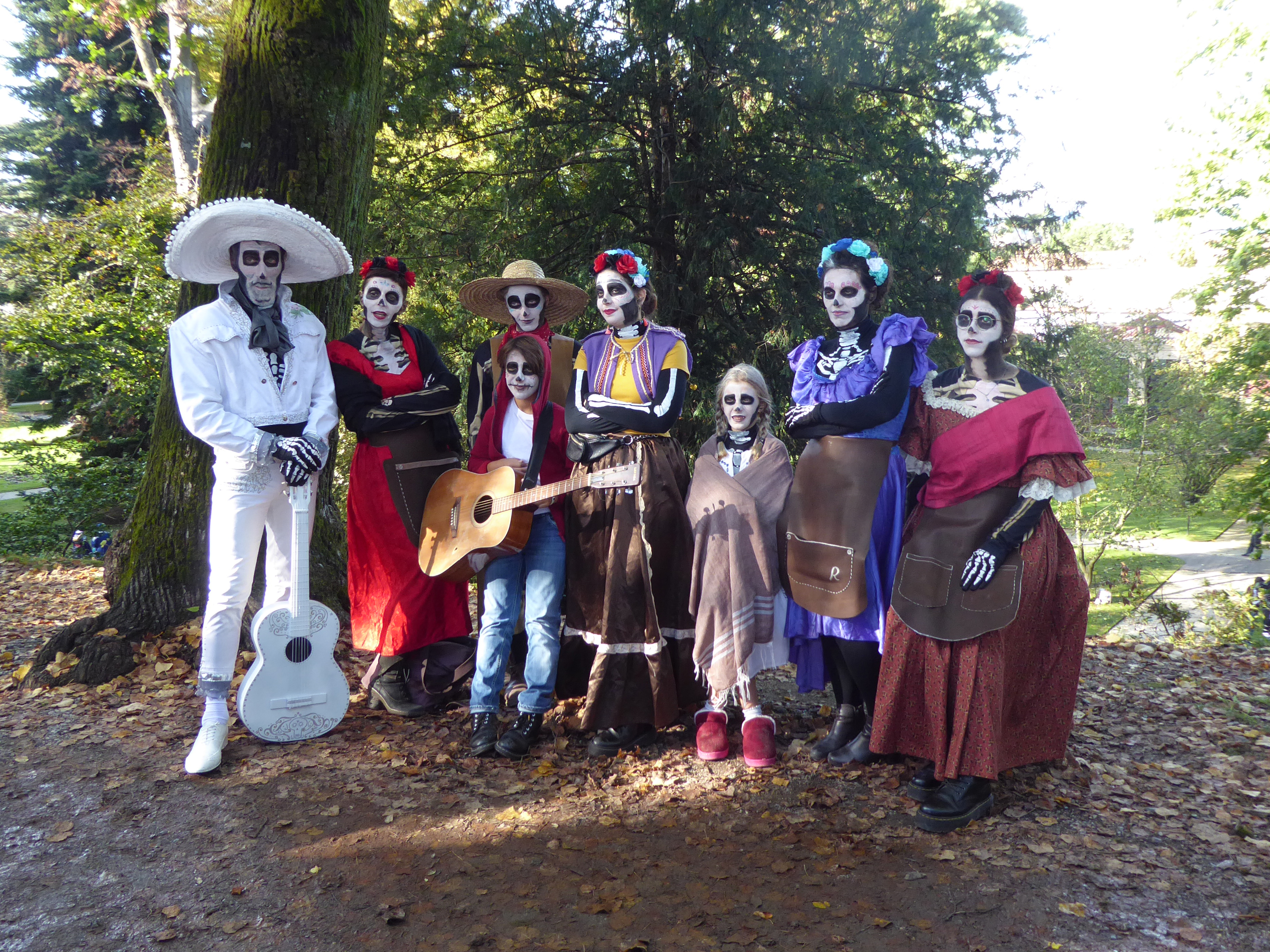
Grupa cosplayerów wcielających się w bohaterów filmu

Akcja filmu rozgrywa się w meksykańskiej wiosce Santa Cecilia i opowiada historię dwunastoletniego chłopca Miguela Rivery, który mieszka z wielopokoleniową rodziną. Główny bohater marzy o karierze wokalisty i gitarzysty, ale Riverowie zakazują swoim dzieciom muzykowania. Nastolatek urządza sobie kryjówkę na strychu jednego z budynków rodzinnej hacjendy i tam może do woli śpiewać i słuchać płyt największej gwiazdy meksykańskiej muzyki, przedwcześnie zmarłego Ernesto de la Cruza. Pewnego dnia Miguel odkrywa, że Ernesto wywodził się z jego rodziny, i magicznym zbiegiem okoliczności przenosi się do Świata Umarłych.

## Obsada
| Rola                       | Oryginalny dubbing      | Polski dubbing                 |
| -------------------------- | ----------------------- | ------------------------------ |
| Miguel Rivera              | Anthony Gonzalez        | Michał Rosiński                |
| Héctor Rivera              | Gael García Bernal      | Maciej Stuhr                   |
| Ernesto de la Cruz         | Benjamin Bratt          | Bartosz Opania                 |
| Mamá Imelda                | Alanna Ubach            | Agata Kulesza                  |
| Abuelita Elena             | Renée Victor            | Ewa Szykulska                  |
| Mamá Coco                  | Ana Ofelia Murguía      | Teresa Lipowska                |
| Chicharrón                 | Edward James Olmos      | Marian Dziędziel               |
| Papá Julio                 | Alfonso Arau            | Marian Opania                  |
| Tía Rosita                 | Selene Luna             | Joanna Kołaczkowska            |
| Tía Victoria               | Dyana Ortellí           | Agnieszka Matysiak             |
| Tío Felipe                 | Herbert Sigüenza        | Paweł Wawrzecki                |
| Tío Oscar                  | Taylor Cooper           | Paweł Wawrzecki                |
| Papá                       | Jaime Camil             | Tomasz Błasiak                 |
| Mamá                       | Sofía Espinosa          | Paulina Sacharczuk-Kajper      |
| Tí Berto                   | Luis Valdez             | Paweł Szczesny                 |
| Don Hidalgo                | Luis Valdez             | Zbigniew Konopka               |
| Abel Rivera                | Polo Rojas              | Łukasz Matecki                 |
| Rosa Rivera                | Montse Hernandez        | Weronika Stańkowska            |
| Mariachi                   | Lombardo Boyar          | Wojciech Żołądkowicz           |
| Gustavo                    | Lombardo Boyar          | Krzysztof Plewako-Szczerbiński |
| Urzędnik biura przyjazdów  | Octavio Solis           | Adam Bauman                    |
| Główny urzędnik            | Gabriel Iglesias        | Mieczysław Morański            |
| Oficer korekty             | Cheech Marin            | Damian Damięcki                |
| Urzędniczka biura wyjazdów | Carla Medina            | Lidia Sadowa                   |
| Emcee                      | Blanca Araceli          | Monika Węgiel-Jarocińska       |
| Frida Kahlo                | Natalia Cordova-Buckley | Anna Sroka-Hryń                |
| Ochroniarz                 | Salvador Reyes          | Jakub Wieczorek                |
| Juan Ortodoncia            | John Ratzenberger       | Robert Kowalski                |

## Ścieżka dźwiękowa
1. „Remember Me” (Ernesto de la Cruz) – Benjamin Bratt – 1:49
2. „Much Needed Advice” – Benjamin Bratt i Antonio Sol – 1:46
3. „Everyone Knows Juanita” – Gael García Bernal – 1:15
4. „Un poco loco” – Gael García Bernal i Anthony Gonzalez – 1:52
5. „Jálale (Instrumental)” – Mexican Institute of Sound – 2:55
6. „The World es mi familia” – Anthony Gonzalez i Antonio Sol” – 0:51
7. „Remember Me” (Lullaby) – Gael García Bernal, Gabriella Flores i Libertad García Fonzi – 1:10
8. „La llorona” – Antonio Sol i Alanna Ubach – 2:46
9. „Remember Me” – Anthony Gonzalez i Ana Ofelia Murguía – 1:14
10. „Proud corazón” – Anthony Gonzalez – 2:04
11. „Remember Me” (Dúo) – Natalia Lafourcade i Miguel – 2:44
12. „Will He Shoemaker?” – 3:18
13. „Shrine and Dash” – 1:24
14. „Miguel’s Got an Axe to Find” – 1:17
15. „The Strum of Destiny” – 1:10
16. „It’s All Relative” – 2:38
17. „Crossing the Marigold Bridge” – 1:49
18. „Dept. of Family Reunions” – 2:45
19. „The Skeleton Key to Escape” – 1:10
20. „The Newbie Skeleton Walk – 1:08
21. „Adiós Chicharrón” – 1:45
22. „Plaza de la Cruz” – 0:21
23. „Family Doubtings” – 2:24
24. „Taking Sides” – 0:57
25. „Fiesta Espatacular” – 0:56
26. „Fiesta con de la Cruz” – 2:33
27. „I Have a Great-Great-Grandson” – 1:15
28. „A Blessing and a Fessing” – 4:45
29. „Cave Dwelling on the Past” – 2:22
30. „Somos Familia” – 2:21
31. „Reunión Familiar de Rivera” – 3:04
32. „A Family Dysfunction” – 2:00
33. „Grabbing a Photo Opportunity” – 1:47
34. „The Show Must Go On” – 2:32
35. „For Whom the Bell Tolls” – 2:02
36. „A Run for the Ages” – 1:50
37. „One Year Later” – 1:00
38. „Coco – Día de los Muertos Suite” – 5:47

## Odbiór

### Krytyka w mediach
Film Coco spotkał się z dobrą reakcją krytyków. W serwisie Rotten Tomatoes 97% z 341 recenzji filmu jest pozytywne (średnia ocen wyniosła 8,3 na 10). Na portalu Metacritic średnia ocen z 48 recenzji wyniosła 81 punktów na 100.

### Nagrody i nominacje
Film otrzymał dwa Oscary; w kategoriach „najlepszy pełnometrażowy film animowany” oraz „najlepsza piosenka”.